# اوکسل-او
اوکسل-او (به فرانسوی: Auxelles-Haut) یک کمون در فرانسه است که در او-رن واقع شده‌است. اوکسل-او ۶٫۴۸ کیلومتر مربع مساحت دارد.